# 25714 Aprillee
25714 Aprillee este un asteroid din centura principală de asteroizi.

## Descriere
25714 Aprillee este un asteroid din centura principală de asteroizi. A fost descoperit pe 3 ianuarie 2000 la Socorro, New Mexico, în cadrul proiectului LINEAR. Asteroidul prezintă o orbită caracterizată de o semiaxă mare de 2,93 ua, o excentricitate de 0,08 și o înclinație de 6,1° în raport cu ecliptica.